# Powerpuffpinglorna
Powerpuffpinglorna (engelska: The Powerpuff Girls) är en amerikansk-koreansk animerad TV-serie ursprungligen producerad av Hanna-Barbera Productions. År 2001 tog Cartoon Network Studios över produktionen för kanalen Cartoon Network. Serien debuterade i Cartoon Network den 18 november 1998.
Serien skapades av Craig McCracken. Animationschef är Genndy Tartakovsky, som även ligger bakom Dexters laboratorium och Samurai Jack.

## Handling
Serien kretsar kring de tre flickorna Blomman, Bubblan och Buttran som bor i staden Townsville. Flickorna skapades av Professor Utonium och har superhjältekrafter. Staden Townsville blir mycket ofta utsatt för skurkar som på olika sätt vill förstöra staden och Powerpuffpinglorna rycker då ut för att rädda den.

## Karaktärer

### Powerpuffpinglorna
Powerpuffpinglorna skapades när Professor Utonium blandade socker, peppar, salt och allting som är snällt, men av misstag tillsätts Kemikalie X. De har många olika superkrafter, till exempel är de superstarka, supersnabba och kan flyga. Powerpuffpinglorna bor tillsammans med Professor Utonium, och tillbringar vardagarna i förskolan.
- Blomman (orig. Blossom), har långt orange hår, rosa ögon och rosa kläder. Hon är ledare för Powerpuffpinglorna, och är den som beter sig mest vuxet och sansat. Hon vill känna sig smartast av systrarna men blir därför ibland betraktad som en besserwisser. Blomman kan spruta eld och is, något som de andra systrarna inte kan.
- Bubblan (orig. Bubbles), har blont hår i två tofsar, ljusblå ögon och ljusblå kläder. Hon älskar att rita och blåsa såpbubblor, och hennes naiva överkänslighet gör att hon ofta (felaktigt) betraktas som gruppens svaga punkt. En av hennes styrkor är att hon kan skrika väldigt högt.
- Buttran (orig. Buttercup), har kort svart hår, limegröna ögon och limegröna kläder. Hon är gruppens pojkflicka, och hon brukar låta sitt aggressiva humör gå ut över andra.

### Vänner
Powerpuffpinglorna har många vänner. Några av de närmaste är:
- Professor Utonium, vetenskapsmannen som skapade flickorna. Han fungerar som en pappa för dem.
- Borgmästaren (orig. Mayor), Townsvilles något barnsliga och korkade borgmästare. Han kontaktar flickorna när staden är i fara via heta linjen. Han använder dock heta linjen för småsaker ibland, exempelvis när han behöver hjälp att öppna en gurkburk.
- Fröken Bellum (orig. Ms. Bellum), borgmästarens mer kompetenta assistent som ofta sköter om sakerna som han själv inte klarar av. Hennes ansikte visas aldrig.
- Fröken Keane (orig. Ms. Keane), flickornas förskollärare.

### Återkommande fiender
Många fiender gästspelar bara i ett eller högst två avsnitt, men det finns även många återkommande. Här är ett urval av dessa:
- Ruffiga Råskinnen (orig. The Rowdyruff Boys), pojkversioner av Powerpuffpinglorna som Mojo Jojo skapade i sin fängelsecell med annorlunda ingredienser. Till en början verkade de osårbara, men blir till slut besegrade av flickornas pussar. De återskapas senare av "Han" och blir immuna mot pussar och blir istället större för varje kyss, men blir mindre ju mer de känner att deras maskulinitet hotas. Ruffiga Råskinnen är mycket populära inom seriens fanart och fanfiction - men där framställs de oftast som flickornas pojkvänner.
- Mojo-Jojo, en intelligent men galen apa till vetenskapsman vars mål är att ta över världen. Han kommer ständigt på nya uppfinningar i försök att stoppa Powerpuffpinglorna. Han är den vanligast förekommande fienden i serien. Han kom först från Professor Utoniums laboratorium (han hette Jojo då) och hjälpte Professor Utonium, men det gick inte så bra. Han var den som knuffade Professor Utonium så att kemikalien X hamnade i blandningen som skapade Powerpuffpinglorna. Mojo Jojo är Powerpuffpinglornas värsta fiende.
- "Han" (orig. Him), refereras endast till som "Han" eftersom blotta yttrandet av hans riktiga namn fyller mäns hjärtan med fruktan (enligt berättaren i avsnittet "Octi Evil"). Han brukar se väldigt glad ut men kommer på de ondaste planerna av alla. Han ska föreställa sig vara en demon eller Djävulen själv. Alla är rädda för honom, till och med Powerpuffpinglorna.
- Snorsluskarna (orig. Gangreen Gang), ett gäng ungdomar som har en hudsjukdom som gör att deras skinn är grönt. De är rätt korkade, primitiva och våldsamma och försöker alltid komma ur sina problem genom att påstå att det är ett "missförstånd". Buttran har varit kär i Ace, gruppens ledare, men den kärleken tog slut.
- Amöbagänget (orig. Amoeba Boys), ett gäng amöbor som drömmer om att bli riktiga skurkar, men vars hjärnor är alldeles för primitiva för att prestera någonting. De har dock lyckats ställa till det rejält i Townsville, fast då av ren slump.
- Sedusa-Medisa, en mästarinna på förklädnader som strävar efter att få andra att lyda hennes vilja. När hennes förklädnader avslöjats slåss hon med sitt piskliknande hår.
- Prinsessan (orig. Princess), en bortskämd flicka vars osedda pappa finansierar hennes onda planer att göra sig av med Powerpuffpinglorna. Hon hatar dem därför att hon inte fick bli en av dem och vill därför förgöra dem istället.
- Läbbe Slusko (orig. Fuzzy Lumpkins), en bondlurk som egentligen bara vill vara ifred och sitta på sin veranda med sin bössa och banjo. Men om någon kommer in på hans egendom går han bärsärkagång. Kallades för "Jonte Klump" i det första svenska avsnittet. Han förlorade en sylttävling där Powerpuffpinglorna var domare och blev därför ond.

## Rollista
- The Powerpuff Girls
- Blossom - Cathy Cavadini
- Bubbles - Tara Strong
- Buttercup - Elizabeth Daily
- Professor Utonium - Tom Kane
- Mayor - Tom Kenny
- Ms. Bellum - Jennifer Martin
- Ms. Keane - Jennifer Hale
- Mojo Jojo - Roger Jackson
- HIM - Tom Kane
- Fuzzy Lumpkins - Jim Cummings
- Prinscess Morbucks - Jennifer Hale
- Gangreen Gang:
  - Ace - Jeff Bennett
  - Big Billy - Jeff Bennett
  - Snake - Tom Kenny
  - Lil' Arturo - Tom Kenny/Carlos Alazraqui
  - Grubber - Jeff Bennett
- Sedusa - Jennifer Hale
- Amoeba Boys:
  - Bossman - Chuck McCann
  - Junior - Chuck McCann
  - Slim - Chuck McCann
- The Rowdyruff Boys
  - Brick - Rob Paulsen
  - Boomer - Rob Paulsen
  - Butch - Roger L. Jackson
- Narrator - Tom Kenny

### Svenska röster
- Berättaren - Johan Wikström
- Blomman - Lena Ericsson
- Bubblan - Lena Ericsson
- Buttran - Elin Abelin
- Professor Utonium - Dan Bratt
- Borgmästaren - Dan Bratt
- Fröken Keane - Gizela Rasch
- Sara Bellum - Gizela Rasch
- Mitch - Stefan Frelander
- Mojo Jojo - Mikael Roupé
- Läbbe Slusko - Dan Bratt
- "Han" - Olli Markenros
- Prinsessan - Lena Ericsson
- Sedusa - Lena Ericsson/Gizela Rasch
- Ace - Dan Bratt (Johan Wikström i filmen)
- Big Billy - Stefan Frelander/Fredrik Dolk
- Snake - Olli Markenros (Håkan Mohede i filmen)
- Lille Arturo - Håkan Mohede/Stefan Frelander
- Grabber - Fredrik Dolk
- Bossman - Stefan Frelander
- Tiny - Fredrik Dolk
- Skinny Slim - Olli Markenros
- Brick - Stefan Frelander
- Boomer - Fredrik Dolk
- Butch - Olli Markenros
- Harald Smith - Stefan Frelander
- Marianne Smith - Gizela Rasch
- Matt Smith - Gizela Rasch
- Julia Smith - Gizela Rasch

Övriga röster: Gizela Rasch, Lena Ericsson, Thomas Engelbrektson, Johan Wikström, Maria Bingestam, Håkan Mohede, Stefan Frelander, Gunilla Herminge, Dan Bratt, Fredrik Dolk.
TV-serien Powerpuffpinglorna innehåller 78 avsnitt, indelade i sex säsonger. Inga fler avsnitt är planerade. Det har dessutom gjorts en film The Powerpuff Girls Movie. Det har även gjorts en japansk animeserie, Demashita! Powerpuff Girls Z. Animeserien är baserad på Powerpuffpinglorna, men skiljer sig ändå ganska mycket när det gäller handling och karaktärer. Den främsta skillnaden är att Powerpuffpinglorna i denna serie är i 13-årsåldern.

## Ny serie 2016
År 2016 hade en reboot av serien premiär på Cartoon Network.
se Powerpuffpinglorna (2016 TV-serie)

### Fotnoter
1. ↑  Daniel Wineman (15 november 1998). ”Signoff; Never Underestimate the Power of a Puff” (på engelska). New York Times. http://www.nytimes.com/1998/11/15/tv/signoff-never-underestimate-the-power-of-a-puff.html. Läst 12 januari 2017.